# Gumprecht II van Nieuwenaar-Alpen
Gumprecht II van Nieuwenaar-Alpen (omstreeks 1503 - 21 mei 1556) was een Duitse edelman.
Gumprecht II was de zoon van graaf Gumprecht I van Nieuwenaar-Alpen en Amalia van Wertheim.
Na de dood van zijn vader in 1505 erfde hij een deel van de tweeherigheid van het graafschap Limburg, Alpen, Helpenstein en Slot Linnep.
In 1546 erfde hij, ten gevolge van zijn huwelijk met Amöna van Daun en na de dood van haar vader Wirich V van Daun-Falkenstein het andere deel van het condominium. Daarmee was het graafschap Limburg na bijna een eeuw weer onder één heer verenigd. 
Het graafschap ging over op zijn zoon Adolf van Nieuwenaar en later, na diens vlucht naar de Nederlanden, op zijn oudere dochter Amelia.

## Huwelijken en kinderen
- (I) in 1528 met Anna van Bronckhorst. Zij was een dochter van Frederik van Bronckhorst, Borculo en Steenderen en Mechteld van den Bergh.
- (II) op 19 maart 1536 met Cordula van Holstein-Schauenburg, dochter van Jobst I van Holstein-Schauenburg
  - Amelia (6 april 1539 - 20 april 1602); gehuwd met Hendrik van Brederode en later met Frederik III van de Palts
- (III) 20 november 1542 met Amöna van Daun
  - Magdalena (1551 - 13 januari 1627); gehuwd met Arnold II van Bentheim-Tecklenburg
  - Adolf van Nieuwenaar